# Oreodera curvata
Oreodera curvata là một loài bọ cánh cứng trong họ Cerambycidae.